# SHOW YOU Our Journey
『"SHOW YOU" Our Journey』（ショウユーアワジャーニー）は2022年8月5日よりdTVで配信された韓国の男性アイドルグループNCTの日本人メンバーユウタとショウタロウによる紀行バラエティ番組。

## 概要
韓国の男性アイドルグループ・NCTに所属する日本人メンバーのユウタとショウタロウが大阪、滋賀、京都を二泊三日で旅する。
人気の観光スポットや絶品グルメを堪能するほかバーベキューや温泉を満喫する二人の旅に密着する。
なおドライブ旅にはボルボ・XC40が登場している。

## 出演者
- ユウタ
- ショウタロウ
- 篠宮暁（オジンオズボーン）
- たけだバーベキュー

## 配信内容
| #  | 配信日         | 内容 | ミニコーナー（一問一答）                                          |
| -- | -------------- | --- | ----------------------------------------------------------------- |
| 1  | 2022年8月5日   | ドライブ旅のはずが韓国に国際免許を忘れてしまったショウタロウに代わってユウタが日本で初運転に挑む。 大阪ではバギー対決と特大ウナギの食レポを体験する。 | 今までに一番難しかったダンス 好きな衣装                           |
| 2  | 2022年8月12日  | ユウタの地元大阪を満喫する二人。ショウタロウがセルフたこ焼きを初体験。 アメリカ村では15分ファッションコーデ対決と存在感抜群の映えスイーツに挑戦する。 | 自分の弱点 直したくても直せない癖                                 |
| 3  | 2022年8月19日  | ヘビの絶叫エサやり体験に挑戦する。マジックを習得したユウタはマジシャンに変身。 貸切のあべのハルカスではふたり占めの大阪の夜景を満喫する。             | これから楽器を練習するなら何？ メンバーと2人で暮らすなら誰？      |
| 4  | 2022年8月26日  | 2日目はヘリで滋賀県へ移動。 悪天候の関西No.1絶景スポットで琵琶湖を見渡せる大パノラマを想像する。                                                      | メンバーと体が入れ替わるなら誰？ 今まで思い出に残っている言葉は？ |
| 5  | 2022年9月2日   | 琵琶湖湖畔でBBQを堪能する。 篠宮暁（オジンオズボーン）とバーベキュー芸人のたけだバーベキューが登場！                                                  | もしNCTではなかったら？ 最後に泣いたのはいつ？                    |
| 6  | 2022年9月9日   | ショウタロウがホイル焼きに挑戦。 たけだバーベキューがワイルドレシピを伝授する。                                                                       | 怒ったら一番怖いメンバーは？ ユウタの知らない秘密おしえて？       |
| 7  | 2022年9月16日  | 最終日は京都を満喫。 着物に着替えた2人は人力車で京都の街を堪能する。                                                                                  | 5年後どうなってると思う ショウタロウの知らないユウタの秘密        |
| 8  | 2022年9月23日  | 初めての染色体験に挑戦し、2人のセンスが試される。 | 透明人間になったら？ この人の才能あったら？                       |
| 9  | 2022年9月30日  | 念願の温泉を堪能しながら、二泊三日の旅の思い出を振り返る。                                                                                            | カバンの中に入れているものは？ つらい時の乗り越え方               |
| 10 | 2022年10月7日  | ショウタロウと篠宮が「NEO CITY : JAPAN - THE LINK」京セラドーム大阪公演の裏側に潜入！                                                                 |                                                                   |
| 11 | 2022年10月14日 | ショウタロウと篠宮が「NEO CITY : JAPAN - THE LINK」京セラドーム大阪公演の裏側に潜入！                                                                 |                                                                   |